# 東松島市
東松島市（ひがしまつしまし）は、宮城県の中部に位置する市。石巻市や女川町と石巻広域圏を構成する自治体である。

## 地理

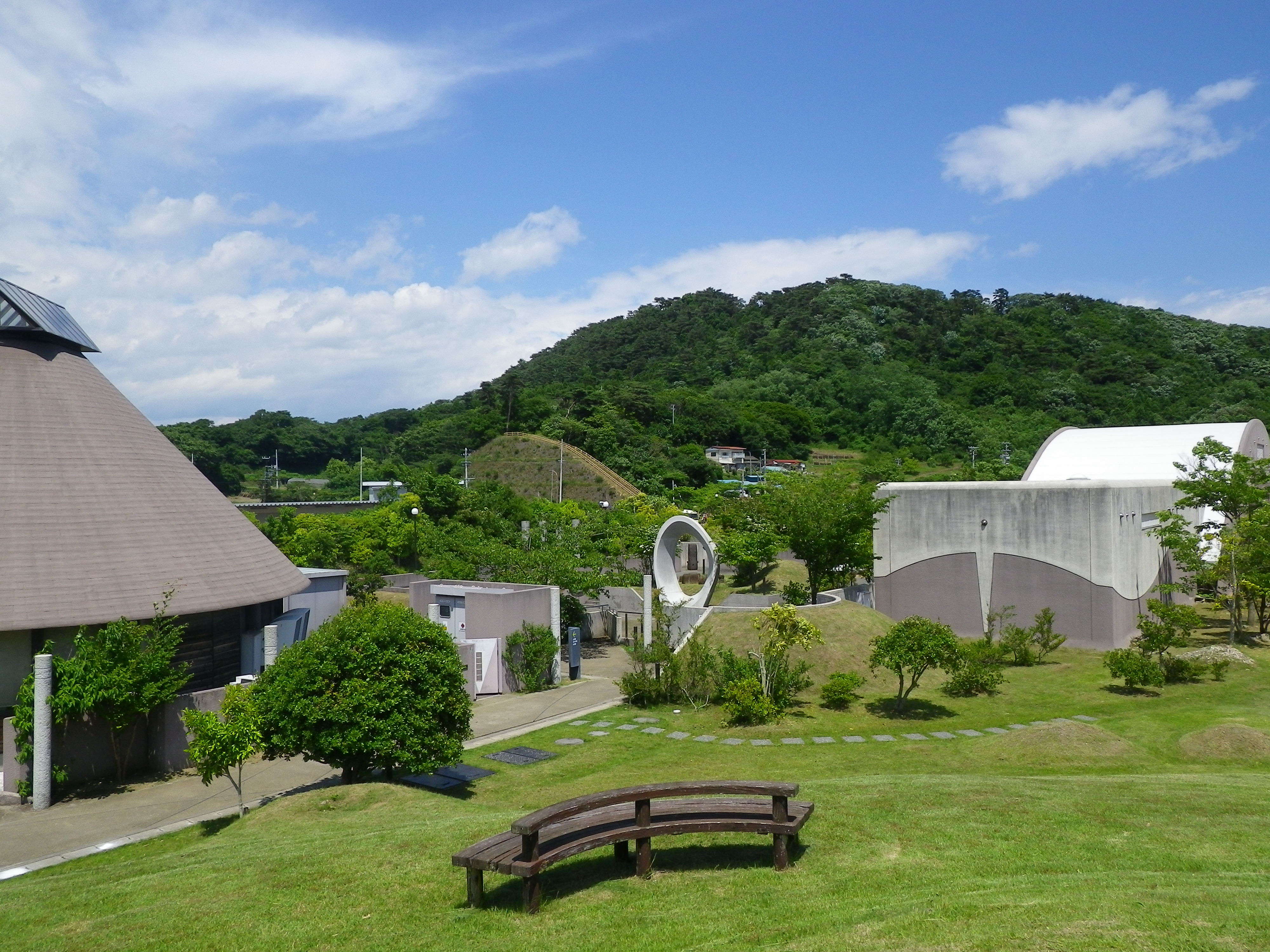
奥松島縄文村歴史資料館から見た大高森。

宮城県の東部に位置し、東は石巻市、北は美里町、西は松島町と接する。また、南側は太平洋（松島湾と石巻湾）に面している。野蒜は鳴瀬川の河口にあたり、北上運河、東名運河も通じる。市の南部には陸繋島の宮戸島が浮かぶ。

## 歴史
2005年（平成17年）4月1日、東松島市は桃生郡矢本町と鳴瀬町の合併（平成の大合併）によって発足した。
2011年（平成23年）3月11日の東日本大震災（東北地方太平洋沖地震）では、津波の襲来で、死者1,000人以上が出て、市内全住宅の3分の2を超える約11,000棟が全半壊した。野蒜海岸では10.35メートルの津波が観測された。野蒜地区では、東側の石巻湾から押し寄せた津波が内陸2キロ弱を横断し、西側の松島湾に流れ込んだ。野蒜小学校の体育館で13人が、特別養護老人ホーム「不老園」の入所者56人が亡くなるなど、野蒜地区や大曲地区が壊滅的被害を受け、約1,100人が犠牲となった。航空自衛隊松島基地も冠水し、多くの航空機が破損した。一方、野蒜地区では民間人の佐藤善文が会社近くの岩山に10年かけて避難階段と避難小屋を作っていた。近所の住民は「津波なんてここまで来るわけがない」と佐藤を変わり者扱いし、この避難所を「佐藤山」と呼んでいたが、結果的に約70人が津波被害を免れた。死者は1,109人(2014年1月時点）、行方不明者は25人。浸水域は市街地の約65パーセントに達した。電気の復旧は約2週間、宮戸地区は津波被害が甚大のため復旧まで約3か月かかった。上水道は2週間以上かけて徐々に復旧したが、宮戸地区では3か月以上かかった。携帯電話の復旧には7日程度、固定電話の復旧には2週間程度を要した。仙石線の矢本駅と松島海岸駅の間が不通となり、バスによる代替輸送に変わり、野蒜北部の丘陵地区へ路線の変更が決定した。

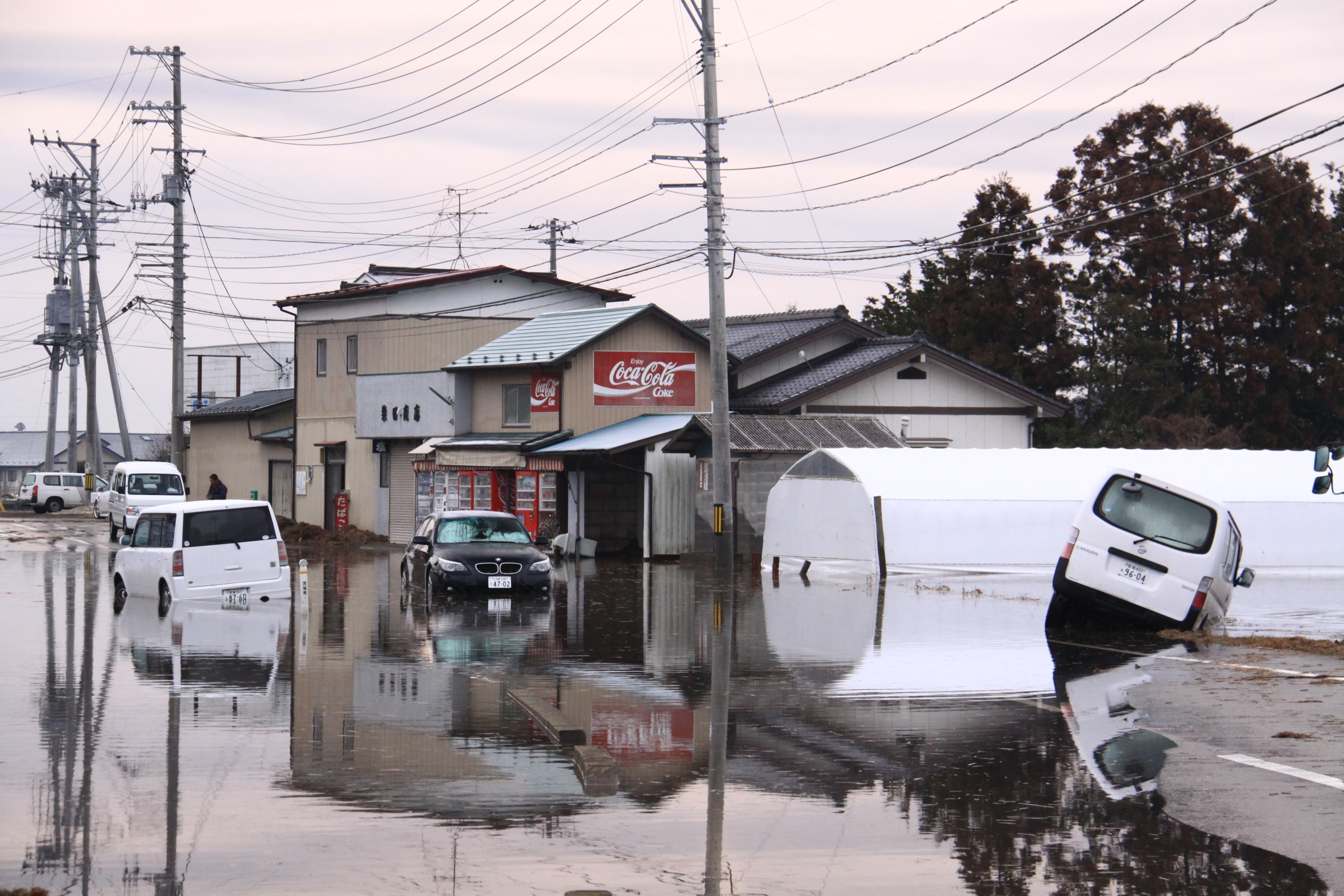
津波により冠水した車両と家屋（赤井地区） 2011年3月13日撮影
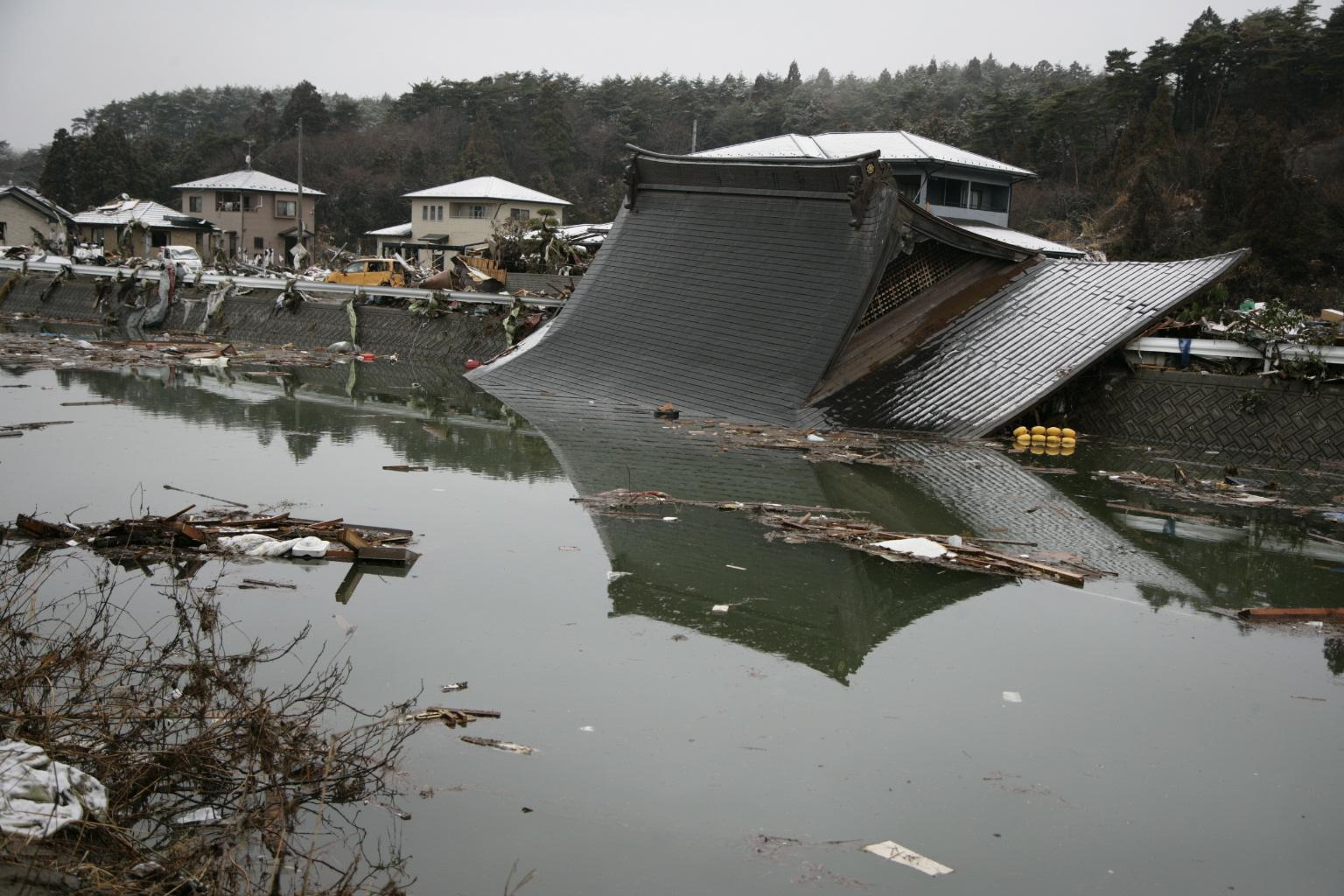
津波によって破壊された家（野蒜地区） 2011年3月17日撮影
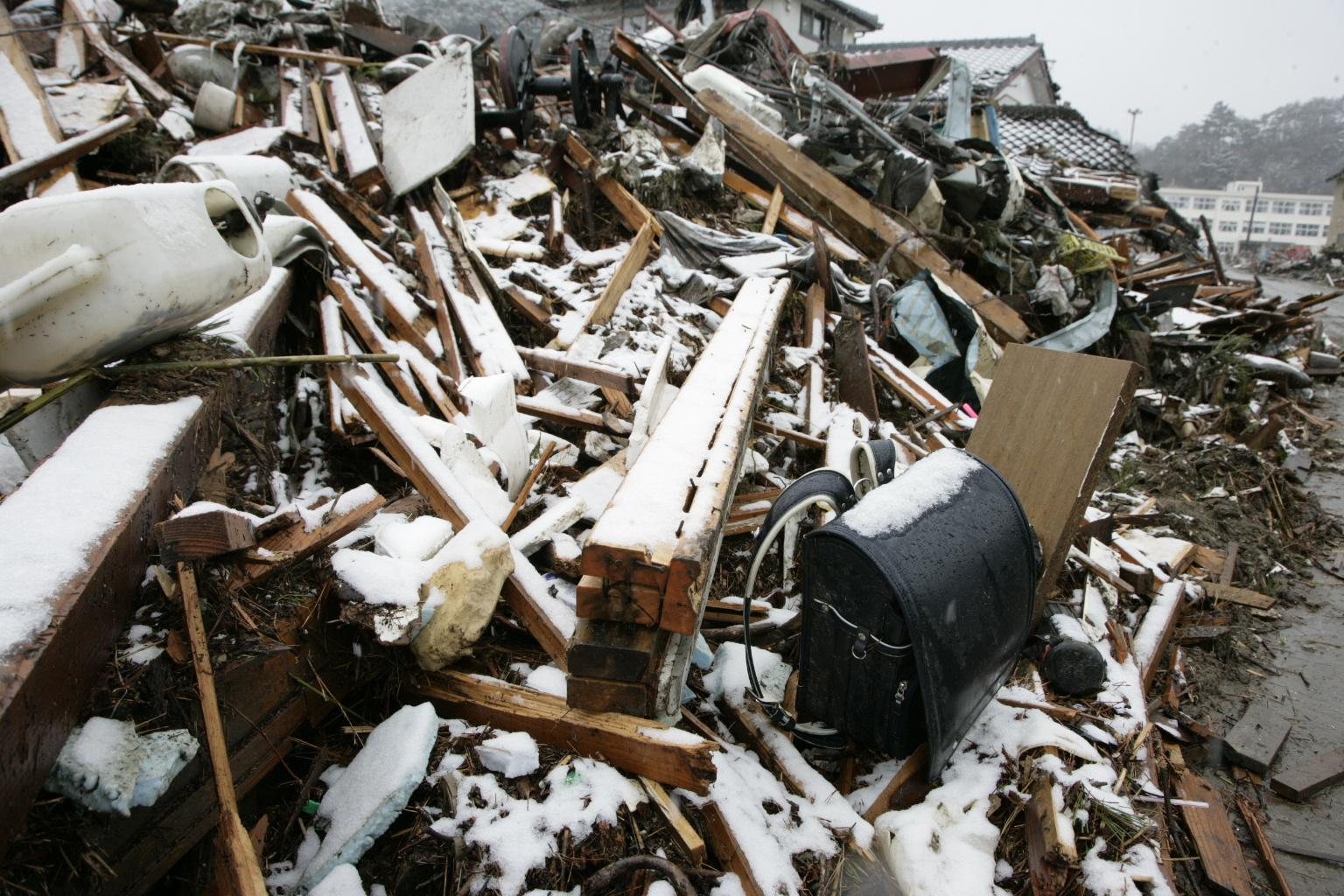
津波によって発生した瓦礫と流されたランドセル 2011年3月17日撮影
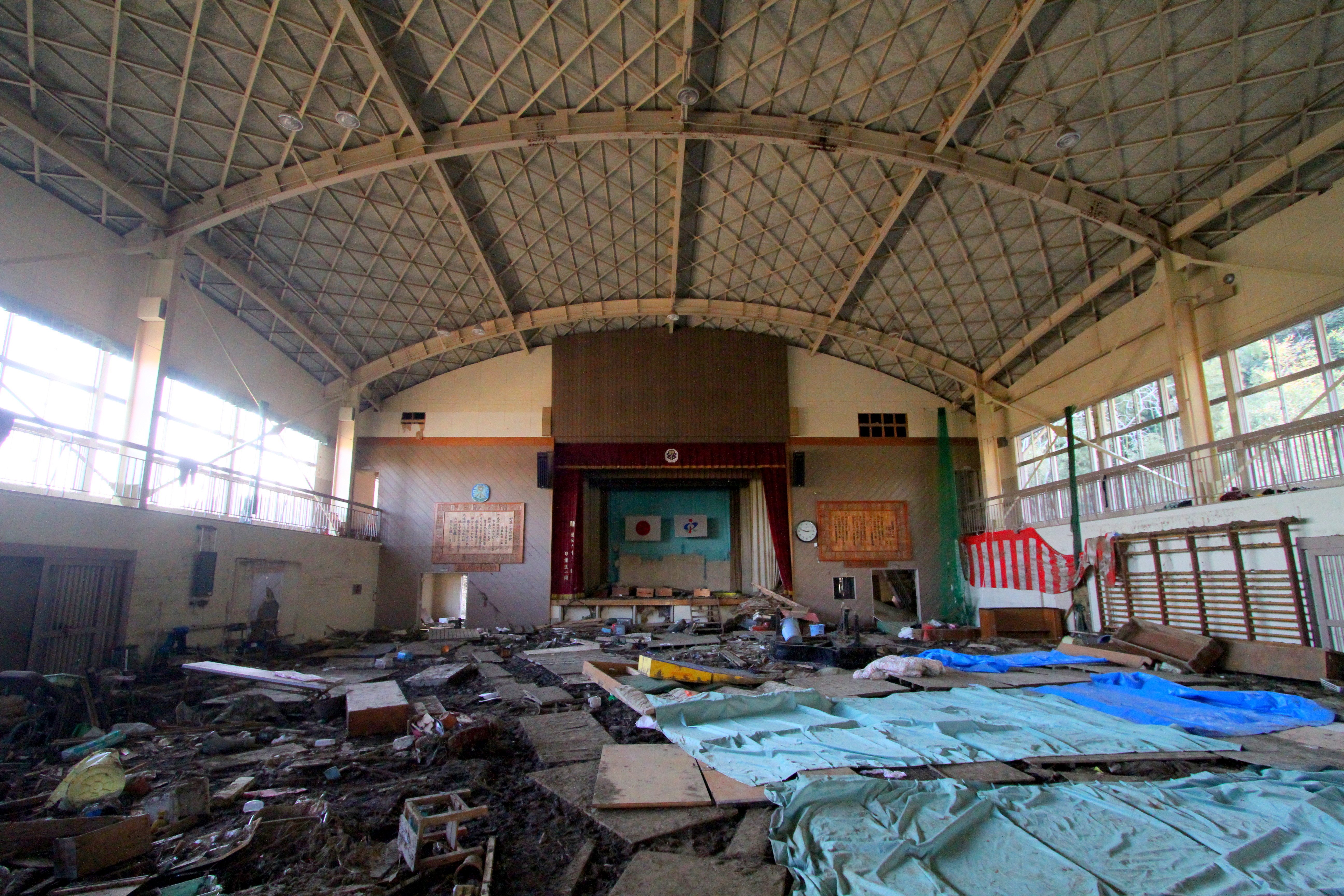
地震から約1か月後の東松島市立野蒜小学校屋内運動場 2011年4月17日撮影
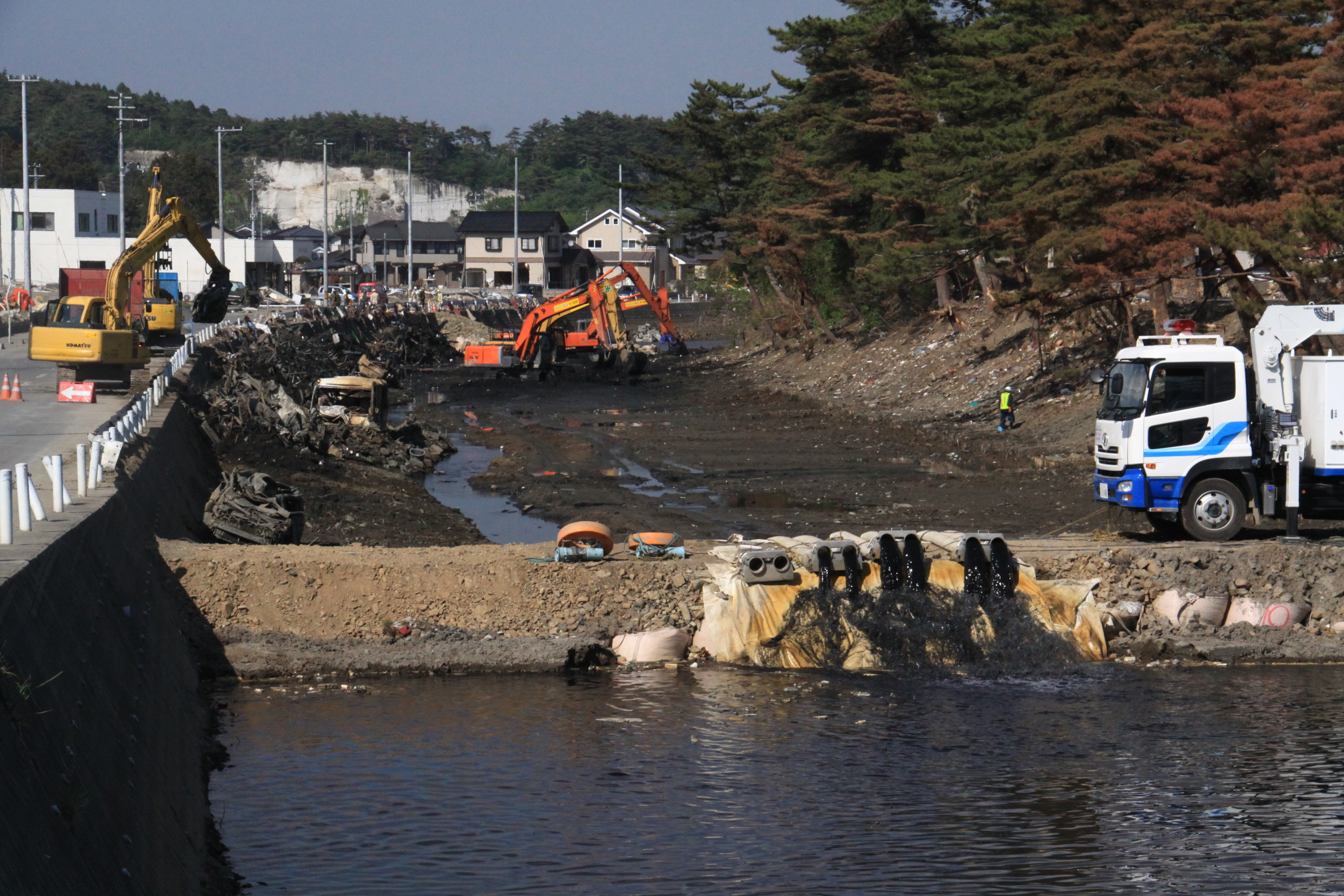
行方不明者の捜索のため運河をせき止めて水を抜き、運河の底の瓦礫の撤去が行われた 2011年5月25日撮影

2020年（令和2年）2月1日、市町境界変更が実施され、隣接する美里町の二郷字浦谷地の一部が東松島市に編入され、東松島市西福田字大日向の一部が美里町に編入された。

## 行政

### 市長
- 市長：渥美巌（あつみいわお、2017年4月29日就任、2期目）

| 代     | 氏名     | 就任年月日    | 退任年月日    |
| ------ | -------- | ------------- | ------------- |
| 初-3代 | 阿部秀保 | 2005年4月29日 | 2017年4月28日 |
| 4-5代  | 渥美巌   | 2017年4月29日 | 現職          |

### 総合支所

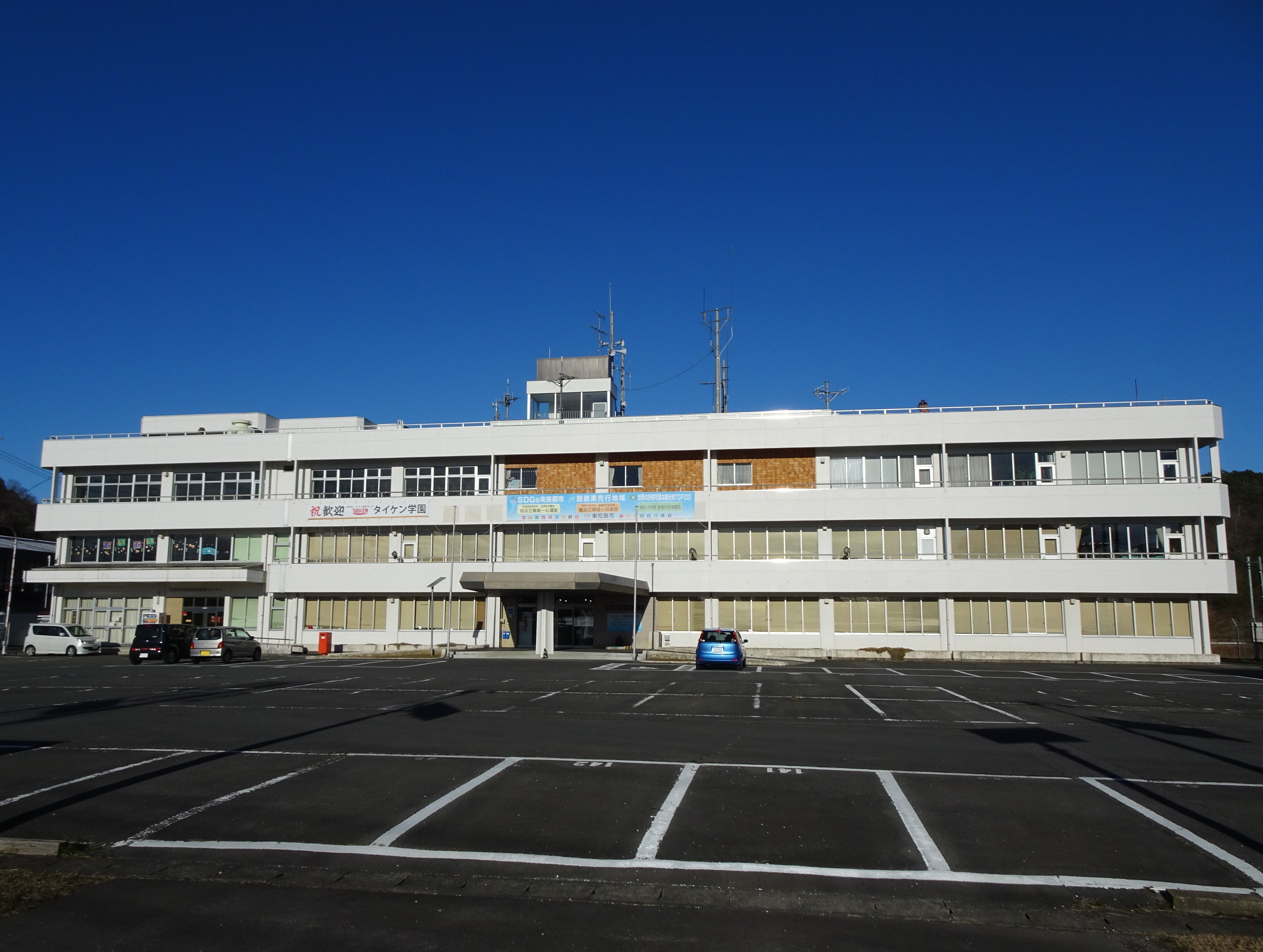
鳴瀬総合支所

- 鳴瀬総合支所（旧鳴瀬町役場庁舎）

## 経済

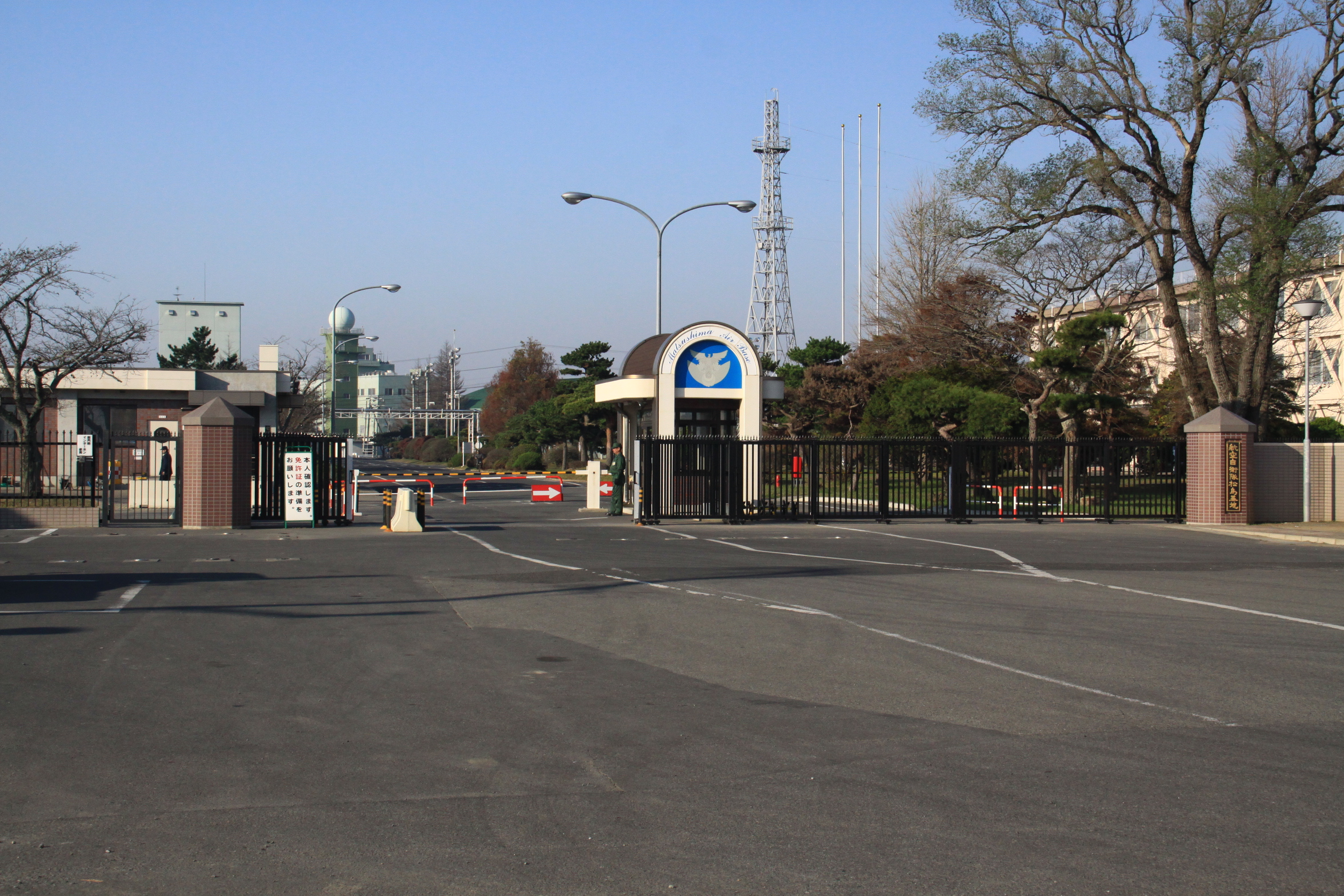
松島基地

商圏としては石巻商圏の範囲であるが、近年イオングループ系のショッピングセンター、イオンタウン矢本が市内に完成したほか、南東北を中心に展開するフレスコキクチの進出に、三陸沿岸道路の開通もあり、仙台とのアクセスは向上した。
市内には航空自衛隊松島基地があり、曲技飛行隊のブルーインパルスはこの基地の所属である。

### 郵便局
- 矢本郵便局（集配局）
- 鳴瀬郵便局（集配局）
- 野蒜郵便局
- 宮戸郵便局
- 大塩郵便局
- 宮城赤井郵便局

## 姉妹都市・提携都市

### 日本国内
友好（姉妹）都市
- 更別村（北海道）　1997年（平成9年）11月9日盟約締結
- 東根市（山形県）　2011年（平成23年）12月11日盟約締結
- 東松山市（埼玉県）　2015年（平成27年）11月7日盟約締結
- 大田区（東京都）　2016年（平成28年）11月12日盟約締結
- 豊前市（福岡県）　2018年（平成30年）5月8日盟約締結
- 蔵王町（宮城県）　2022年（令和4年）4月15日盟約締結

提携都市
- 富士見市（埼玉県）
2012年（平成24年）5月14日 災害時相互支援協定締結[13]。
- 小牧市（愛知県）
2014年(平成26年)2月23日 災害時応援協定締結
- 北名古屋市（愛知県）
2014年（平成26年）2月23日 災害時相互応援協定締結。
- 豊山町（愛知県西春日井郡）
2014年（平成26年）2月23日 災害時相互応援協定締結。

## 教育

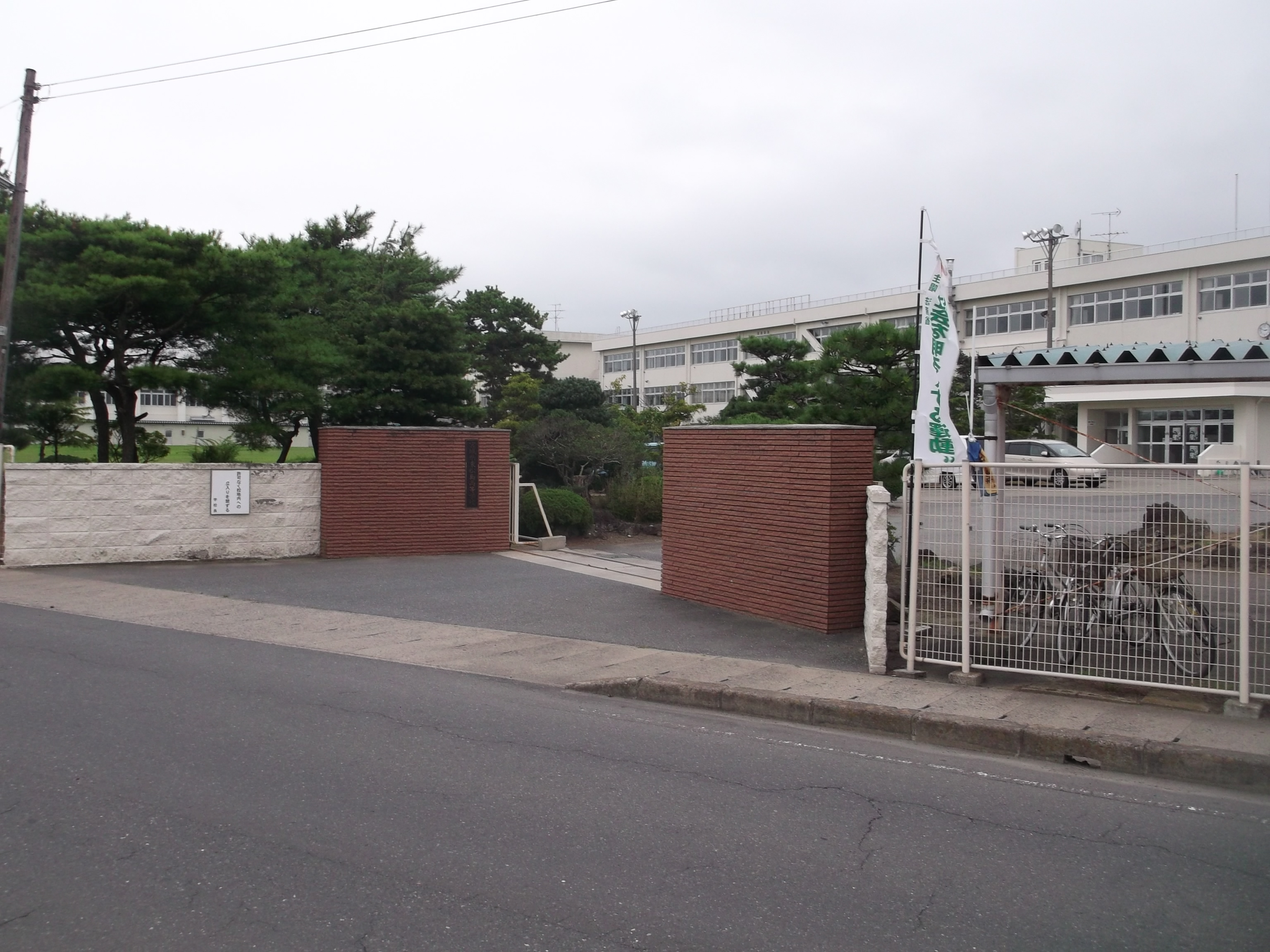
東松島高校の校門。

### 高等学校
- 宮城県石巻西高等学校
- 宮城県東松島高等学校
- 日本ウェルネス宮城高等学校

### 中学校
- 東松島市立矢本第一中学校
- 東松島市立矢本第二中学校
- 東松島市立鳴瀬未来中学校

### 小学校
| - 東松島市立矢本東小学校 - 東松島市立矢本西小学校 - 東松島市立大塩小学校 | - 東松島市立赤井小学校 - 東松島市立赤井南小学校 - 東松島市立大曲小学校 | - 東松島市立宮野森小学校 - 東松島市立鳴瀬桜華小学校 |

- 廃校
  - 東松島市立野蒜小学校
  - 東松島市立宮戸小学校
  - 東松島市立小野小学校
  - 東松島市立浜市小学校

### 人口
| |                                          |  |
| 東松島市と全国の年齢別人口分布（2005年） | 東松島市の年齢・男女別人口分布（2005年） |  |
| ■紫色 ― 東松島市 ■緑色 ― 日本全国 | ■青色 ― 男性 ■赤色 ― 女性                |  |
| 東松島市（に相当する地域）の人口の推移 \| 1970年（昭和45年） \| 32,192人 \| \| \| 1975年（昭和50年） \| 33,901人 \| \| \| 1980年（昭和55年） \| 36,865人 \| \| \| 1985年（昭和60年） \| 39,280人 \| \| \| 1990年（平成2年） \| 40,424人 \| \| \| 1995年（平成7年） \| 42,778人 \| \| \| 2000年（平成12年） \| 43,180人 \| \| \| 2005年（平成17年） \| 43,235人 \| \| \| 2010年（平成22年） \| 42,903人 \| \| \| 2015年（平成27年） \| 39,503人 \| \| \| 2020年（令和2年） \| 39,098人 \| \| |                                          |  |
| 総務省統計局 国勢調査より |                                          |  |
| 1970年（昭和45年） | 32,192人                                 |  |
| 1975年（昭和50年） | 33,901人                                 |  |
| 1980年（昭和55年） | 36,865人                                 |  |
| 1985年（昭和60年） | 39,280人                                 |  |
| 1990年（平成2年） | 40,424人                                 |  |
| 1995年（平成7年） | 42,778人                                 |  |
| 2000年（平成12年） | 43,180人                                 |  |
| 2005年（平成17年） | 43,235人                                 |  |
| 2010年（平成22年） | 42,903人                                 |  |
| 2015年（平成27年） | 39,503人                                 |  |
| 2020年（令和2年） | 39,098人                                 |  |

## 交通

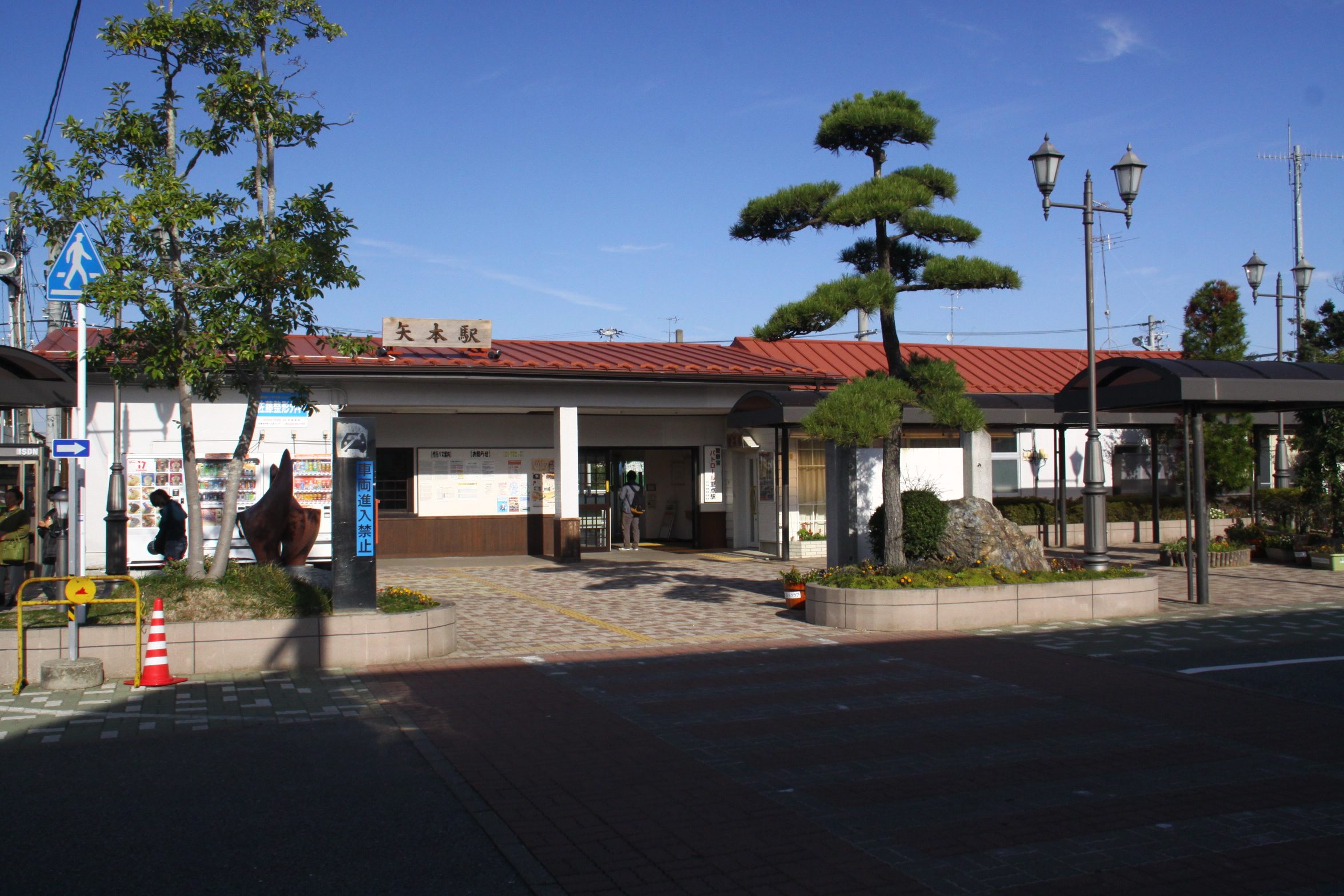
矢本駅の駅舎。

### 鉄道
- 中心となる駅：矢本駅
- 東日本旅客鉄道（JR東日本）
  - 仙石線：陸前大塚駅 - 東名駅 - 野蒜駅 - 陸前小野駅 - 鹿妻駅 - 矢本駅 - 東矢本駅 - 陸前赤井駅
  - 仙石東北ライン：野蒜駅 - 陸前小野駅 - 矢本駅 - 陸前赤井駅

### バス
- 路線バス（ミヤコーバス）
  - 石巻駅前 - 石巻免許センター・石巻西高校前・イオンモール石巻・日赤病院前 - 石巻駅前

### 道路

#### 高速道路
- E45 三陸沿岸道路（三陸自動車道）
  - （宮城郡松島町）- (8) 鳴瀬奥松島IC - 矢本PA - (9) 矢本IC - (10) 石巻港IC -（石巻市）

#### 一般国道
- 国道45号

#### 主要地方道
- 宮城県道16号石巻鹿島台色麻線
- 宮城県道27号奥松島松島公園線
- 宮城県道43号矢本河南線
- 宮城県道60号鹿島台鳴瀬線

#### 一般県道
- 宮城県道150号鳴瀬南郷線
- 宮城県道204号河南鳴瀬線
- 宮城県道205号矢本停車場線
- 宮城県道243号大塩小野停車場線
- 宮城県道247号石巻工業港矢本線
- 宮城県道251号石巻港インター線

#### 道の駅
- 東松島

## 名所・旧跡・観光スポット・祭事・催事

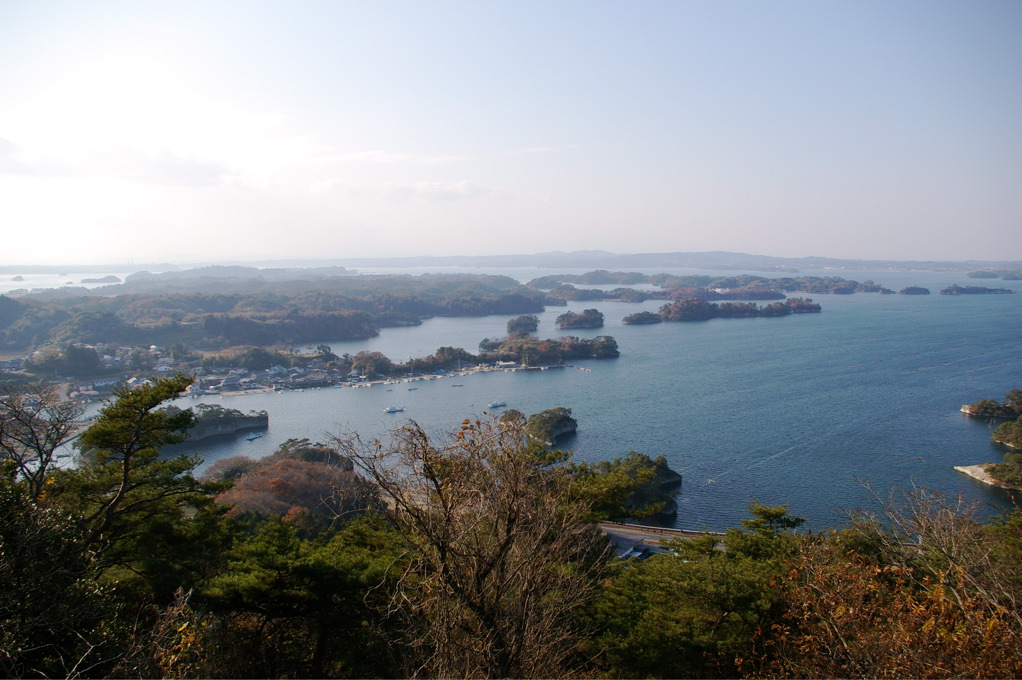
大高森から眺めた松島湾。松島四大観の1つで「壮観」と称される。

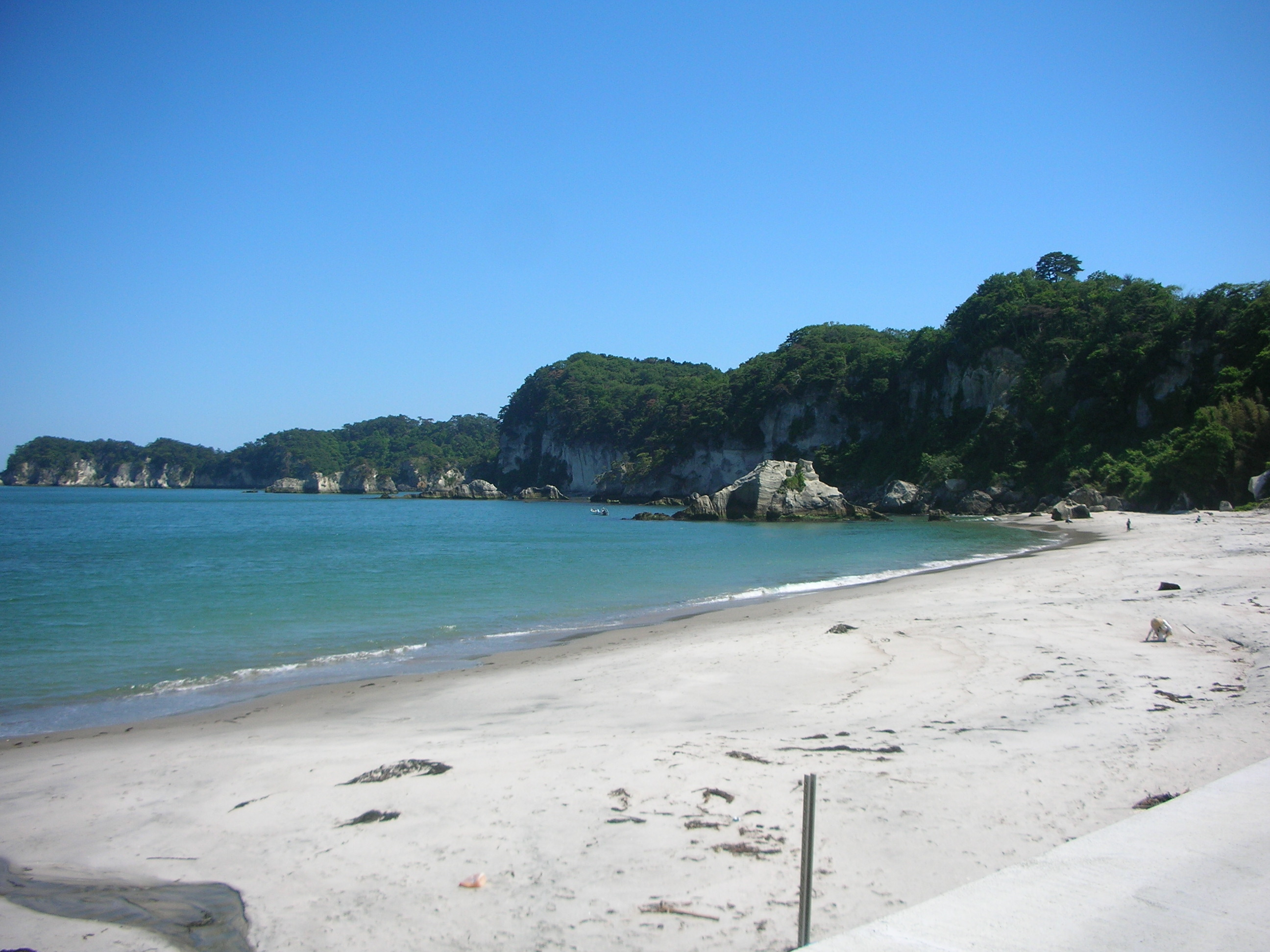
室浜から見た嵯峨渓。

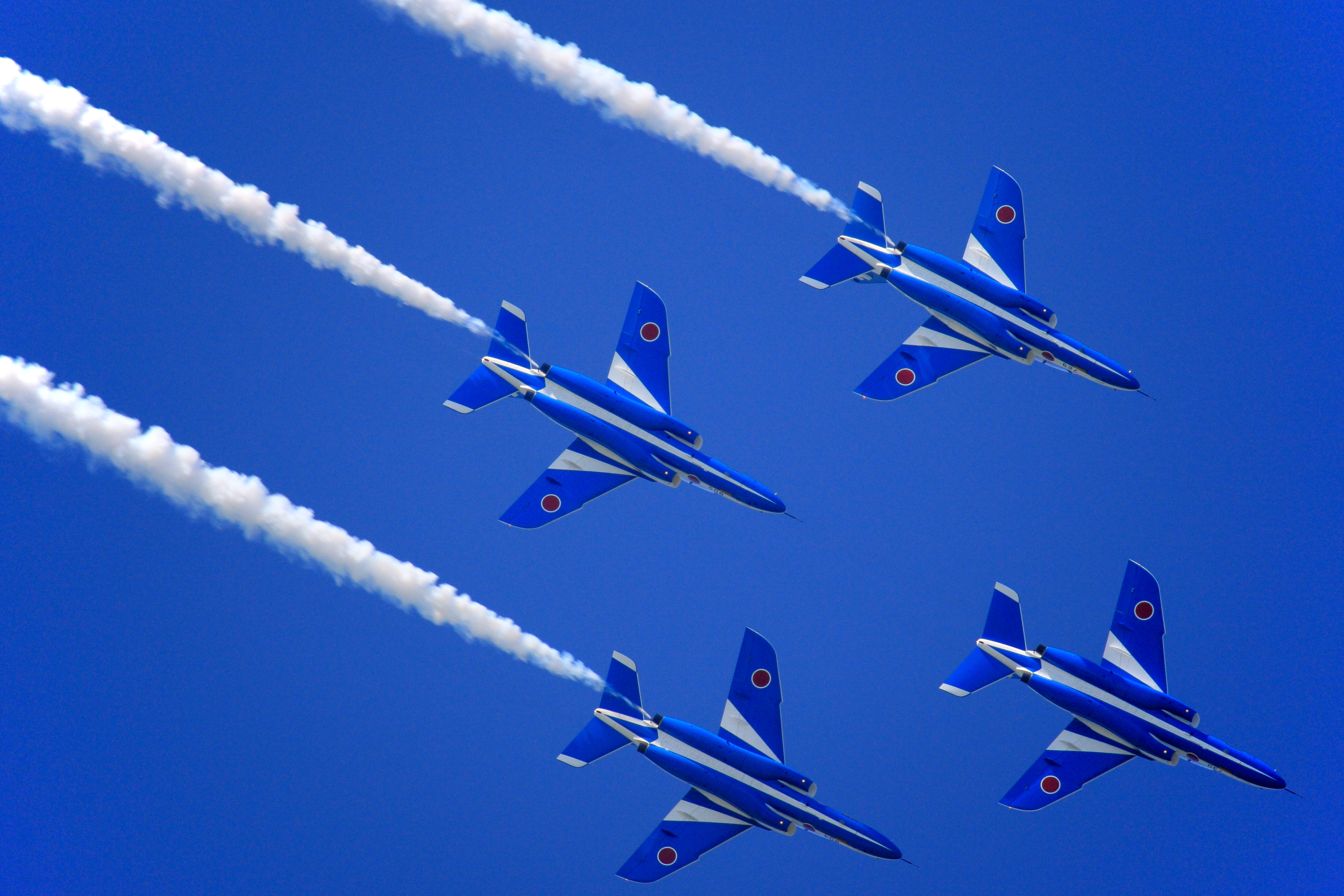
松島基地の航空祭におけるブルーインパルスの展示飛行。

### 史跡・名勝
- 奥松島
  - 大高森
  - 嵯峨渓（日本三大渓）
- 野蒜築港跡（明治政府が初めて建設した洋式港の遺構。台風の被害により廃港。）
- 東名運河
- 里浜貝塚
- 儀兵衛・多十郎オロシヤ漂流記念碑
- 仙台藩大浜唐船番所跡
- 余景の松原
- 小野館跡
- 赤井官衙遺跡群
  - 赤井官衙遺跡
  - 矢本横穴

### レジャー
- 野蒜海水浴場
- 室浜海水浴場
- 大浜海水浴場
- 月浜海水浴場
- 蛤浜海水浴場
- 奥松島乗馬クラブ
- 奥松島運動公園
  - 奥松島体育館（バウンズ88）
- 奥松島縄文村歴史資料館
- 鷹来の森運動公園
- 滝山公園
- 矢本海浜緑地

### 祭り・イベント
- 日本三景松島ツーデーマーチ
- 奥松島まつり
- 奥松島ビーチバレー大会
- 鳴瀬流灯花火大会
- 奥松島縄文まつり
- 青い鯉のぼりプロジェクト
- 野蒜海岸凧あげまつり（1月1日）
- やもとクロスカントリー大会（12月）
- 滝山桜まつり（4月中旬 滝山公園）
- やもと夏まつり（7月最終土曜日）
- 航空自衛隊松島基地航空祭（8月最終日曜日）

### 伝統芸能
- えんずのわり（月浜地区）：2006年（平成18年）3月15日に国の重要無形民俗文化財に指定された。

## 出身著名人
- 相澤タロウイチ - イラストレーター・絵本作家
- 阿部豊 - 俳優・映画監督
- 池田渉 - プロラグビー選手（三洋電機ワイルドナイツ→リコーブラックラムズ）
- 内海安吉 - 政治家
- 大内誠弥 - プロ野球選手（東北楽天ゴールデンイーグルス）
- 大槻俊斎 - 仙台藩医・幕府医（お玉が池種痘所を設立。初代西洋医学所頭取。東京大学医学部の初代総長とみなされている）
- 尾形貴弘 - お笑い芸人（パンサー）
- 大久秀憲 - 小説家
- 五ノ井里奈 - 柔道指導者、陸上自衛官時代の自身への性暴力被害を告発
- 白岩亮治 - 大相撲力士
- 富田鐵之助 - 外交官・実業家（日本銀行第2代総裁）
- ニードル - 伊藤政仁・石垣進之介（共に旧鳴瀬町出身）のお笑いコンビ（東松島ふるさと大使に任命されている[14]）
- 山路嘉人 - 元プロサッカー選手（東芝サッカー部→ブランメル仙台）
- 矢本平之助 - 政治家
- 鹿嶋静 - ヴァイオリニスト（東松島ふるさと大使に任命されている[14]）
- 太十郎 - 日本人として初めて、漂流も含め世界一周をした4名の船乗りのうちの1人（奥田多十郎とも書く）
- 儀兵衛 - 1793年 - 1804年に渡り、奥田太十郎らと共に世界一周した船乗り（奥田儀平とも書く）
- 伊達花彩 - いぎなり東北産のメンバー(宮世琉弥の妹)